# 邢臧
邢 臧（けい ぞう、499年頃 - 没年不詳）は、北魏の官僚・文人。字は子良。本貫は河間郡鄚県。

## 経歴
邢虬の長男として生まれた。幼くして父を失い、志を立てて、広く学問した。神亀年間に21歳で秀才に挙げられた。孝明帝に5カ条の策問を出されて、邢臧の解答は上位で及第し、太学博士とされた。正光年間、明堂を建立する議論が起こったとき、邢臧の意見は採用されなかったとはいえ、その見識の広さは当時の賞賛を浴びた。瀛州中従事として出向し、郷里の支持を受けた。528年（永安元年）、金部郎中として洛陽に召還されたが、病のため赴けず、東牟郡太守に転出した。当時、北魏の国内は乱れており、清廉な官吏は少なかったが、邢臧はひとり法を守って身ぎれいだったため、官吏や民衆に愛された。529年（永安2年）、李延寔が太傅・青州刺史として出向すると、邢臧は属官として従い、楽安国内史を兼ねた。後に濮陽郡太守に任じられ、まもなく安東将軍の号を加えられた。
邢臧は甄琛のための行状の文章を書き、その巧みなことで知られた。また裴敬憲や盧観兄弟と交友を結び、文集を回覧しあった。古来の文章と合わせて、その作者・氏族を明らかにすべく、『文譜』と名づけた書籍を編纂しようと企図したが、端緒に就かないうちに病死した。鎮北将軍・定州刺史の位を追贈された。諡は文といった。残された文筆は100篇あまりに及んだ。
子の邢恕は、北斉の武平末年に尚書屯田郎となり、隋の開皇年間に尚書侍郎となって、沂州長史として死去した。

## 伝記資料
- 『魏書』巻85 列伝第73
- 『北史』巻43 列伝第31